# Red za izredne zasluge (Slovenija)
Red za izredne zasluge je odlikovanje Republike Slovenije, ki ga podeljuje predsednik države »za izjemno delo in zasluge pri uresničevanju suverenosti, blaginje, ugleda in napredka Slovenije na kulturnem, gospodarskem, znanstvenem, socialnem in političnem področju«. Prejemniki so lahko državljani Republike Slovenije ter izjemoma skupine državljanov, pravne osebe, druge organizacije in najvišji tuji državniki.
Je najvišja stopnja večstopenjskega reda za zasluge, ki je bil uveden leta 2004 kot drugo državno odlikovanje po častnemu znaku svobode.

## Prejemniki
Do leta 2015 je odlikovanje prejelo 20 posameznikov in organizacij, od tega največ tujih državnikov za utrjevanje odnosov med Slovenijo in njihovo državo. 
Med odlikovanci so bili doslej le trije Slovenci, Jože Pučnik (posthumno), France Bučar in Boris Pahor ter dve slovenski ustanovi, Univerza v Ljubljani in Slovenska akademija znanosti in umetnosti.